# Estil sever

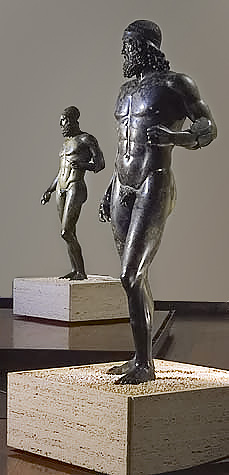
Els guerrers de Riace, un exemple d'escultures d'estil sever

L'estil sever o estil arcaic final és l'estil d'escultura grega corresponent a la primera meitat del segle v aC, que marca la ruptura entre les formes canòniques de l'estil arcaic anterior i la transició al període clàssic. Va ser un estil internacional a les polis de l'Hèl·lade i va abastar, com a gèneres, l'escultura en bronze de silueta rodona, esteles i relleus arquitectònics. Hom considera que les metopes del temple de Zeus a Olímpia són la culminació de l'estil sever.
El terme va ser encunyat per primera vegada l'any 1837, per l'alemany Gustav Kramer a la seva obra Über den Styl und die Herkunft der bemahlten griechischen Thongefasse, per a referir-se a la primera generació de pintors de la ceràmica de figures vermelles, però des de 1937, amb l'estudi de Vagn Poulsen Der strenge stil, el terme s'associa gairebé exclusivament a l'escultura.

## Característiques generals
El període sever pren el nom del seu tret més característic, que és la simplificació i eliminació de la decoració arcaica, que multiplicava detalls i fraccionava cada peça de roba en diversos estampats. L'estil sever, al contrari, posa l'èmfasi en pocs elements retinguts.
Aquest estil es caracteritza per un ús predominant del bronze com a material, l'interès a expressar el moviment i l'emoció i una certa simplicitat o severitat -d'on li ve el nom- facial i de la roba. Els rostres de l'escultura d'estil sever tenen la barbeta més ampla i arrodonida i els ulls adquireixen volum. Les parpelles superiors apareixen ara gruixudes i lleument caigudes. Apareix, respecte a l'estil arcaic, el llagrimall. La roba també es torna, respecte a l'anterior període arcaic, més pesada, el tipus de túniques canvia de dòric a jònic, seguint la moda del moment, i la manera particular de tractar els plecs de la roba, en l'estil sever, perd tota la seva lleugeresa i finor, i passa a tenir l'aspecte de ferro corrugat. El tema també canvia, el bàsic kouros - o kore - arcaic es transforma, o bé, en home, amb cabell curt, o bé en Apol·lo, amb cabell curt, els atributs que li són propis i una certa grandesa.
El pes de les dues cames ja no està forçadament repartit entre elles, tot i que encara no s'ha desenvolupat la tècnica per a fer-les recolzar en un sol peu. Això es plasma en, per exemple, un costat del maluc més amunt de l'altre, que comporta el plec d'un genoll o un peu amb el taló desenganxat del terra, o un costat del maluc més endavant que l'altre, en per exemple una camada o pas llarg, en el fet que el tronc de la figura no es troba al mig exacte dels dos peus o en el fet que un dels peus té el taló desenganxat del terra.
El bronze es fon i se li dona forma, per parts, utilitzant la tècnica de la cera perduda amb un motlle per a cada part. Els braços, per exemple, es fan per separat del cos als Guerrers de Riace, el Déu del cap Artemísion i l'Auriga de Delfos. Després s'uneixen les peces per soldadura. Alguns elements decoratius i del rostre es cobreixen d'altres metalls o materials (vidre, pedra, ivori) per a donar color, típicament les pestanyes, els ulls, els llavis (sovint amb coure vermell), les dents (amb argent), etc.